# Полювання на метеликів (фільм, 1992)
«Полювання на метеликів» (фр. «La Chasse aux papillons») — драматичний фільм грузинсько-французького кінорежисера Отара Іоселіані.

## Сюжет
У великому маєтку живуть дві літні пані і служниця. Замок захотіли придбати капіталісти, які готові чекати хоч п'ятдесят років, перш ніж в нього вселитися. Старенькі чинять опір, не хочуть їм поступитися. Несподівано одна з сестер вмирає, і маєток переходить до спадкоємців, після чого, природно, ключі тут же без жалю, переходить у руки прагматиків, які нічого з ними спільного не мають.

## Актори
- Нарда Бланше (фр. Narda Blanchet) - Соланж, кузіна з Марі-Агнес
- П'єретт Помпом Байаш (фр. Pierette Pompom Bailhache) - Валері, гувернантка
- Олександр Черкасов (фр. Aleksandr Cherkasov) - Анрі де Лампадере, сусід
- Тамара Тарасашвілі (фр. Thamara Tarassachvili) - Марі-Агнес де Байонет
- Олександра Ліберман (фр. Alexandra Liebermann) - Хелен, сестра Марі-Агнес
- Лілія Олів'є (фр. Lilia Ollivier) - Ольга, дочка Хелени
- Емманюель де Шовіньі (фр. Emmanuel de Chauvigny) - Патер Андре
- Олександр П'ятигорський (фр. Sacha Piatigorsky) - Султан
- Анн-Марі Айзеншіц (фр. Anne-Marie Eisenschitz) - Марі, подруга Соланж
- Франсуаз Цуладзе (фр. Françoise Tsouladzé) - Івонна
- Маймуна Н'Діайє (фр. Maimouna N'Diaye) - Капріз
- Яннік Карпент'є (фр. Yannick Carpentier) - Мес'є Капентієр

## Нагороди
- Нагорода Андрія Тарковського (найкращому фільму конкурсної або позаконкурсної програми) на Московському кінофестивалі 1993 року.